# Лесная история (мультфильм)
«Лесная история» — советский рисованный мультфильм Александра Иванова 1956 года, посвященный необходимости чистки зубов.

## Сюжет
Медведь крадёт улей, затем хитрым способом вытесняет оттуда пчёл (закрыв окошко улья, забирается сам в водоём, держа улей над поверхностью воды, открывает окошко, и пчёлы улетают) и наедается мёду. Но уже совсем скоро после этого, у него начинает сильно болеть зуб. Все жители леса пытаются помочь разными способами — ничего не получается. Зайчонок считает, что ему нужно обратиться к доктору, но Медведь сопротивляется этому. В конце концов заяц не выдерживает и зовёт зубного врача Журавля. Медведь пытался убежать от него, однако звери поймали его практически сразу и привели обратно к Журавлю и он выдернул медведю зуб. После этого, кроты выковали для него новый зуб, из золота, журавль ставит его, дарит зубной порошок и щётку в подарок.

## Создатели
| авторы сценария            | Сергей Скворцов, Александр Иванов |
| стихотворный текст         | Льва Позднеева |
| режиссёр-постановщик       | Александр Иванов |
| режиссёр                   | Лев Позднеев |
| художники-постановщики     | Валентин Лалаянц, Михаил Скобелев |
| композитор                 | Моисей Вайнберг |
| оператор                   | Елена Петрова |
| звукооператор              | Борис Фильчиков |
| ассистенты-режиссёра       | Н. Палаткина, Валентина Иванова |
| художники-мультипликаторы: | Фаина Епифанова, Татьяна Фёдорова, Елизавета Комова, Дмитрий Белов, Лидия Резцова, Владимир Пекарь, Татьяна Таранович, Борис Корнеев |
| художники-декораторы:      | Дмитрий Анпилов, Ирина Прокофьева, Гелий Аркадьев, Елена Танненберг                                                                  |

Роли озвучивали:
- Владимир Володин — медведь
- Георгий Вицин — журавль-стоматолог
- Ростислав Плятт — волк
- Лариса Бухарцева — лиса
- Георгий Милляр — барсук
- Мария Виноградова — заяц
- Юрий Хржановский — крот
- Александра Панова — ворона
- Галина Новожилова — белка

## Видеоиздания
Мультфильм неоднократно переиздавался на DVD в сборниках мультфильмов: «Лесные истории» (дистрибьютор «Крупный план»).